# ترنجة

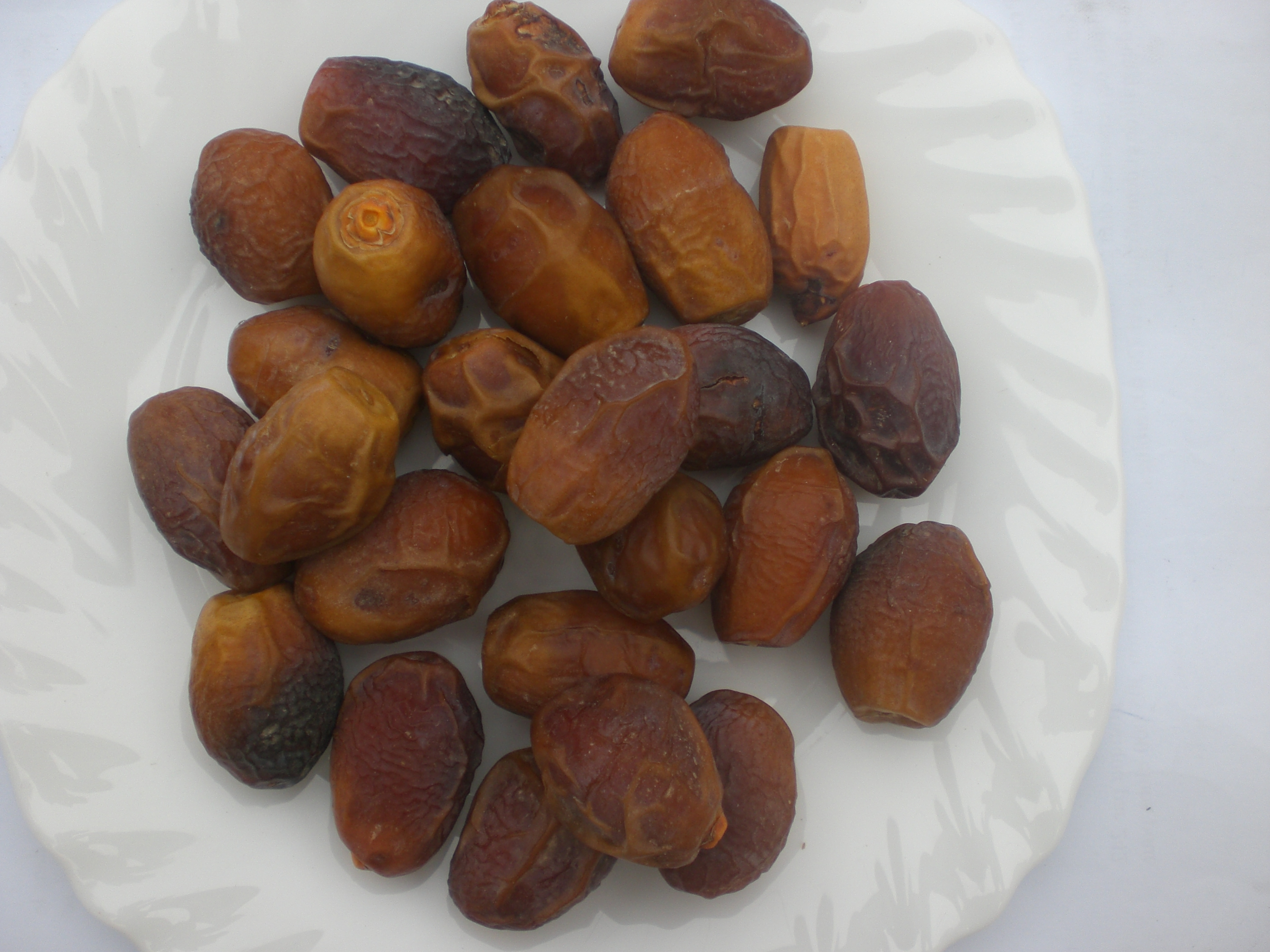
تمر الترنجة

ترنجة أو طرنجة هو أحد أنواع التمور التي تنتجها واحات الجريد بالجنوب التونسية، ولكن بكميات محدودة مقارنة مع الدقلة مثلا، وهو غير معروف في واحات نفزاوة. ويتميز بشكله الدائري ويبلغ طول التمرة أكثر من 3 صم ومحيطها حوالي 7 صم. أما من حيث الطعم فبه بعض الحموضة . وهذا الضرب من التمر يتميز بجفافه بحيث يمكن أن ينقل ليباع بالأسواق التونسية. ويعتبر من أغلى الأنواع حيث بيع الكلغ الواحد منه بالسوق المركزية بالعاصمة التونسية في أواخر سبتمبر 2008 بثلاثة دنانير ونصف وهو ما يقرب من تمر الدقلة . 

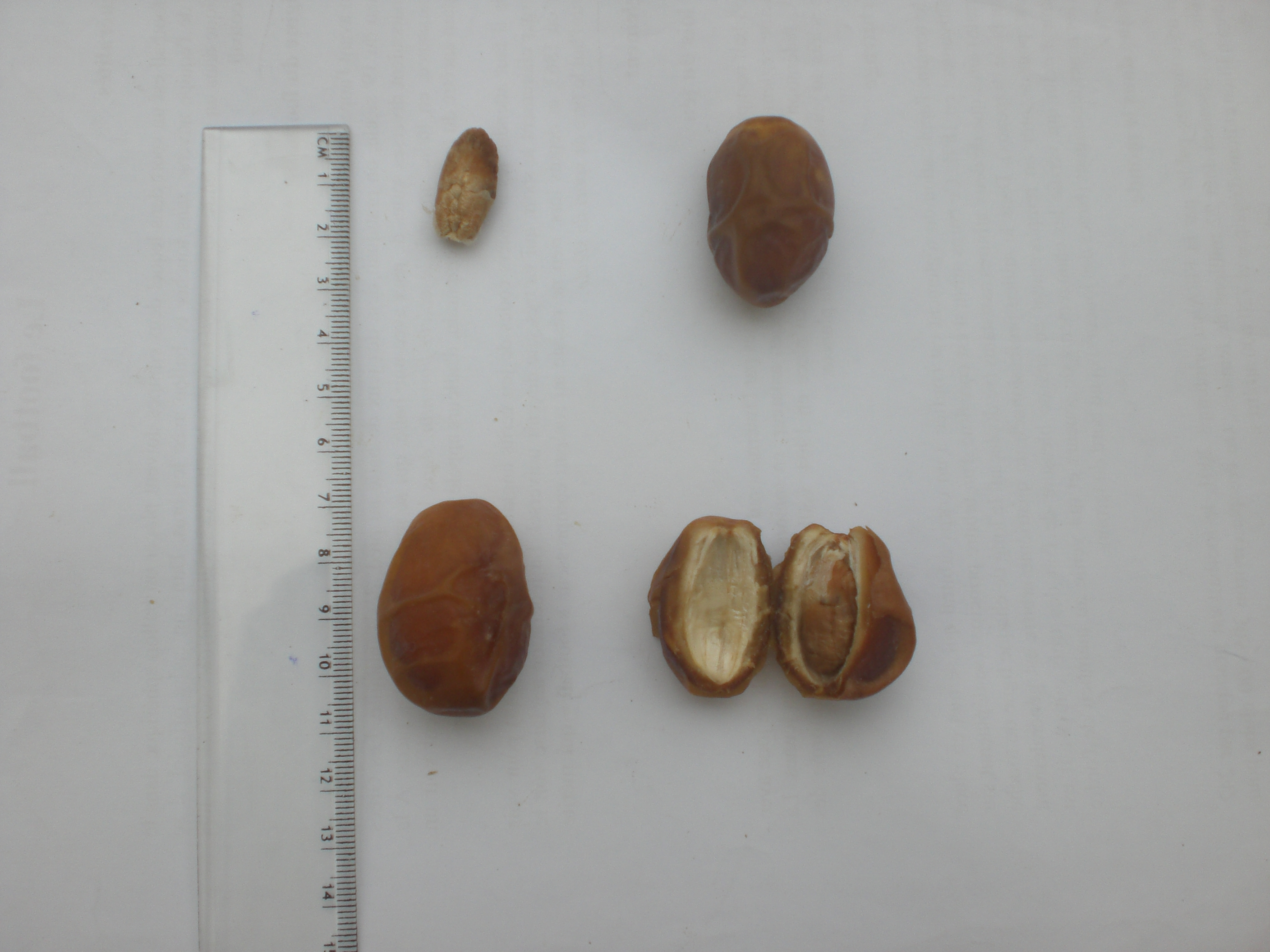
الترنجة: الثمرة والنواة